# R.I.F. (film)
Ne doit pas être confondu avec  Le R.I.F..
Pour les articles homonymes, voir RIF.
Pour plus de détails, voir Fiche technique et Distribution.
R.I.F. est un film policier français de Franck Mancuso, sorti en 2011.

## Synopsis
Lors d’un trajet vers leurs vacances, Stéphane Monnereau (Yvan Attal), commandant de police à Paris, s’arrête avec sa famille dans une station-service isolée. À son retour, sa femme a disparu sans laisser de trace. Alors que la gendarmerie locale entame une enquête, Monnereau, convaincu qu’il s’agit d’un enlèvement, décide de mener sa propre investigation. Très vite, des éléments troublants font de lui le principal suspect, le forçant à fuir pour prouver son innocence.

## Fiche technique
- Titre : R.I.F.
- Réalisation, scénario et dialogues : Franck Mancuso
- Direction artistique : Gérard Drolon
- Décors : Émile Ghigo
- Costumes : Nathalie de Roscoat
- Maquillage : Kathia Ruiz
- Photographie : Thomas Hardmeier
- Son : Amaury de Nexon
- Montage : Jennifer Augé
- Musique : Louis Bertignac
- Production : Fabio Conversi, Patrick Gimenez
- Sociétés de production : Babe Films et Éphémère Productions
- Distribution : Studiocanal
- Pays de production :  France
- Langue originale : français
- Format : couleur — 35 mm — 2.35 : 1 — Son Dolby SR
- Durée : 90 minutes
- Date de sortie : 
  - France : 31 août 2011

## Distribution
- Yvan Attal : Stéphane Monnereau
- Pascal Elbé : Bertrand Barthélémy
- Valentina Cervi : Valérie Monnereau
- Armelle Deutsch : Marion Marquand
- Éric Ruf : Jean-Dominique Perrin
- Pascal Elso : Christian Baumann
- Carlo Brandt : Richard Jorelle
- Agnès Blanchot : Charlène Riback
- Anne Charrier : Sandra Giuliani
- Mado Maurin : la mère Jorelle
- Aladin Reibel : Menghetti
- Bruno Magne : Albert Koskas
- Talid Ariss : Théo Monnereau

## Production

### Signification du titre
Le titre R.I.F. fait référence à la procédure administrative française « Recherche dans l'intérêt des familles », qui permettait à une personne de demander la recherche d’un proche disparu auprès des autorités. Cette procédure, datant de 1983, a été abrogée en 2013.

### Tournage
Bien que l’action se déroule en Lozère, notamment près de Langogne, le tournage principal a eu lieu en Île-de-France entre le 11 octobre et le 26 novembre 2010. Certaines scènes ont aussi été tournées à la gare de Valence TGV.

## Accueil critique
R.I.F. a reçu un accueil mitigé de la critique :
- Pour Toutelaculture, le film est « un polar tendu et réaliste » porté par un bon duo d’acteurs[3].
- Abus de Ciné salue la mise en scène nerveuse, mais regrette le traitement superficiel de certains personnages secondaires[4].